# Pieter Soutman
Pieter Claesz Soutman (Haarlem, ca. 1580 - 16 augustus 1657) was een Nederlands kunstschilder. 
Hij was als leerling verbonden met Rubens’ Antwerpse atelier, hoogstwaarschijnlijk tussen 1616-1618/19, maar ook mogelijk tot 1624 toen hij Antwerpen verliet. Hij produceerde prenten, vooral etsen en liet inscripties op enkele jachttaferelen na als ‘inventor’ (waarschijnlijk pas na Rubens’ dood zo gepubliceerd).